# DG Flugzeugbau DG-800
DG-800 je družina enosedežnih jadralnih letal s razponom kril 15 ali 18 metrov. DG-800 je naslednik predhodnikov DG-400 in DG-600. Proizvaja jih podjetje DG Flugzeugbau GmbH od leta 1993 naprej. Zgradili so okrog 400 letal.
Primarno je bil zasnovan kot jadralno letalo, ki bi lahko samo vzletelo s pomočjo majhnega motorja (Rotax, Midwest ali Solo). Na voljo so dva razpona kril (15 ali 18 m), nekateri modeli imajo tudi winglete. Verzije DG-800S in DG-808S so brez motorja.

## Specifikacije(Competition DG-808C z 18-metrskim razponom)
- Posadka: 1 pilot
- Kapaciteta vodnega balasta: 156 kg (343 lb)
- Dolžina: 7,06 m (23 ft 2 in)
- Razpon kril: 18,00 m (59 ft 1 in)
- Višina: ca. 1,35 m (4 ft 5 in)
- Površina kril: 11,8 m2 (127 ft2)
- Vitkost: 27.4
- Prazna teža: ca. 344 kg (757 lb)
- Gros teža: 600 kg (1320 lb)
- Motor: 1 × Solo, 40 kW (53 KM)

- Maks. hitrost: 270 km/h (170 mph)
- Dolet: 520 km (325 milj)
- Jadralno število: 50 (51,5 z wingleti)
- Hitrost vzpenjanja: 5,2 m/s (1000 ft/min)
- Hitrost padanja: 0,5 m/s (98 ft/min)